# Бочкарёв, Сергей Викторович
Бочкарёв Сергей Викторович (род. 24 июля 1941, Куйбышев) — советский и российский учёный в области математики, доктор физико-математических наук, профессор Московского физико-технического института.

## Биография
Окончил Московский физико-технический институт (1964), кандидат физико-математических наук (1969), доктор физико-математических наук (1975), профессор.
С 1971 года работает в Математическом институте АН СССР, ведущий научный сотрудник отдела теории функций.

## Научные интересы
Основные труды по теории функций и функциональному анализу, ортогональным рядам. Построил новые базисы в различных функциональных пространствах, решил проблемы Банаха и Турана. Получил обобщение теоремы Колмогорова о расходящемся тригонометрическом ряде на произвольные ограниченные ортогональные системы. Решил проблему Зигмунда об абсолютной сходимости рядов Фурье функций ограниченной вариации. Разработал новый метод получения нижних оценок интегральной нормы экспоненциальных сумм, нашёл необходимые условия для коэффициентов Фурье комплексных и вещественных рядов в случае спектров степенной плотности.

## Награды и премии
- Международная премия имени Р. Салема (1977)
- Премия имени А. А. Маркова (2015)